# Piazza Meyazia 27
La Piazza Meyazia 27 o Piazza Miazia 27  (in amarico: ሜያአዚያ 27 አደባባይ, Mēya’āzīya 27 ādebabayi), spesso citata localmente come Arat Kilo ("quattro chilometri") dal distretto nella quale si trova, è un'intersezione storica e importante di Addis Abeba, la capitale dell'Etiopia, situata tra le vie Adua, Re Giorgio VI e Regina Elisabetta II. Il nome indica il 27 Miazia, il 5 maggio nel calendario etiopico, che fu sia il giorno nel quale Addis Abeba fu presa dall'Italia nel 1936 sia quello in cui fu liberata nel 1941. Il parco lì situato è sotto l'egida dell'agenzia dello sviluppo del territorio e del rinnovamento urbano di Addis Abeba. 

## Luoghi d'interesse
Molti edifici del governo etiope e dell'università di Addis Abeba si trovano vicino la piazza: la parte orientale della piazza è dominata dal ministero dell'Educazione, nella parte occidentale si trova il dipartimento di informatica dell'università di Addis Abeba e il museo archeologico. Tra l'assortimento eterogeneo degli edifici adiacenti si trovano la cattedrale della Santissima Trinità, il palazzo del Parlamento e l'edificio del palazzo imperiale.
La Piazza Meyazia 27 è celebre per il suo obelisco solenne costruito per l'incoronazione di Hailé Selassié nel 1930. Nel 1936, durante l'occupazione dell'Etiopia da parte dell'Italia fascista, il monumento fu rimosso, mentre dopo la liberazione dell'Etiopia fu ricostruito. Il monumento storico raffigura un Leone di Giuda e un cerchio di figure a rilievo e pannelli monumentali che celebrano la liberazione dell'Etiopia. Dopo la rivoluzione etiope, il Derg fece rimuovere il rilievo dell'imperatore Hailé Selassié dal monumento. Alla fine della guerra civile etiope, il monumento tornò allo stato originario.